# Cyaniriodes klossi
Cyaniriodes klossi är en fjärilsart som beskrevs av Riley 1945. Cyaniriodes klossi ingår i släktet Cyaniriodes och familjen juvelvingar. Inga underarter finns listade i Catalogue of Life.